# تیم ملی فوتسال بوتان
تیم ملی فوتسال بوتان نماینده بوتان در مسابقات بین‌المللی فوتسال و یکی از تیم‌های فوتسال آسیایی است.